# Uladzimir Dzjanisaŭ
Uladzimir Michajlavitj Dzjanisaŭ (belarusiska: Уладзімір Міхайлавіч Дзянісаў, ryska: Владимир Михайлович Денисов, Vladimir Michajlovitj Denisov), född 29 augusti 1984 i Tjasjniki i Vitryska SSR i Sovjetunionen (nuvarande Belarus), är en belarusisk före detta professionell ishockeyspelare. Han spelade senast för SaiPa i finska FM-ligan.